# 夹河镇 (民勤县)
夹河镇，是中华人民共和国甘肃省武威市民勤县下辖的一个乡镇级行政单位。
2016年，甘肃省民政厅批复同意撤销夹河乡，设立夹河镇。

## 行政区划
夹河镇下辖以下地区：
肖案村、国栋村、中坪村、星火村、大坑村、新粮地村、曙光村、南坪村、刘案村、朱案村、七案村和黄案村。